# 手塚治虫 THE BEST
『手塚治虫 THE BEST』（てづかおさむ ザ・ベスト）は、手塚治虫による日本の漫画短編集シリーズ。全20巻。

## 内容

### 第1巻
- 1985への出発 (1985年7月号・月刊少年ジャンプ)
- ZEPHYRUS ゼフィルス (1971年5月23日号・週刊少年サンデー)
- モンモン山が泣いてるよ (1979年1月号・月刊少年ジャンプ)
- ゴッドファーザーの息子 (1973年1月号・別冊少年ジャンプ)
- 紙の砦 (1974年9月30日号・週刊少年キング)
- すきっ腹のブルース (1975年1月1日号・週刊少年キング)

### 第2巻
- 雨ふり小僧 (1980年9月号・月刊少年ジャンプ)
- いないいないばあ (1981年1月号・月刊少年ジャンプ)
- はなたれ浄土 (1983年1月号・月刊少年ジャンプ)
- 悪右衛門 (1973年9月号・別冊少年ジャンプ)

### 第3巻
- ロロの旅路 (1973年3月19日号・週刊少年ジャンプ)
- モモンガのムサ (1971年11月22日号・週刊少年ジャンプ)
- ヤジとボク (1975年3月号・月刊少年ジャンプ)
- 山太郎かえる (1980年1月号・月刊少年ジャンプ)
- ころすけの橋 (1978年2月19日号・週刊少年サンデー)

### 第4巻
- ミューズとドン (1972年9月18日号・10月16日号・11月20日号　週刊少年ジャンプ)
- 荒野の七ひき (1972年7月17日号・週刊少年ジャンプ)
- 安達が原 (1971年3月22日号・週刊少年ジャンプ)

### 第5巻
- 百物語
- 第一部　放浪編
- 第二部　恐山編
- 第三部　黄金編
- 第四部　下克上編

(1971年7月26日号・8月23日号・9月27日号・10月25日号・週刊少年ジャンプ)

### 第6巻
- ガラスの脳 (1971年2月21日号・週刊少年サンデー)
- グロテスクへの招待 (1981年9月号・月刊少年ジャンプ)
- ふたりでリンゲル・ロックを (1982年1～2月号・月刊少年ジャンプ)
- るんは風の中 (1979年4月号・月刊少年ジャンプ)
- 0次元の丘 (1969年3月30日号・週刊少年サンデー)

### 第7巻
- フライング・ベン
- 序章　山小屋に住む少年
- 第1章　追われた男と犬
- 第2章　しのびよる魔の手
- 第3章　うずもれた財宝
- 第4章　ボスザルとの対決
- 第5章　かげろうという名の男
- 第6章　サーカスの花形

(1966年2月号～9月号・少年ブック)

### 第8巻
- フライング・ベン
- 第7章　00犬ベン
- 第8章　冒険への旅立ち
- 第9章　ウルの遠吠え
- 第10章　大首領　ダーク・グレイ
- 第11章　ひとりぼっちのエレーナ

(1966年9月号～1967年4月号・少年ブック)

### 第9巻
- フライング・ベン
- 第12章　暗号文を解け!
- 第13章　財宝のねむる場所
- 第14章　キツネのたくらみ
- 第15章　プチの死
- 第16章　最後の戦い
- 終章　宇宙犬ベン

(1967年４月号～10月号・少年ブック)

### 第10巻
- マンションOBA (1972年３月20日号・週刊少年ジャンプ)
- 春らんまんの花の色 (1972年4月17日号・週刊少年ジャンプ )
- てんてけマーチ (1977年９月号・月刊少年ジャンプ)
- 四谷快談 (1976年4月12日号・週刊少年ジャンプ)

### 第11巻
- 白縫 (1971年4月26日号・週刊少年ジャンプ)
- 7日の恐怖 (1969年11月号・デラックス少年サンデー)
- コラープス (1971年12月27日号・週刊少年ジャンプ)
- はるかなる星 (1973年1月22日号・週刊少年ジャンプ)

### 第12巻
- 二人のショーグン (1979年1月1日号～2月4日号・週刊少年サンデー)
- 赤の他人 (1970年2月号・デラックス少年サンデー)
- あかずの教室 (1971年6月21日号・週刊少年ジャンプ)

### 第13巻
- 低俗天使 (1975年5月12日号・週刊少年ジャンプ)
- ブタのヘソのセレナーデ (1971年5月24日号・週刊少年ジャンプ)
- 月と狼たち (1972年1月17日号・週刊少年ジャンプ)
- 奇動館 (1973年2月19日号・週刊少年ジャンプ)

### 第14巻
- グランドール (1968年1月号～9月号・少年ブック)

### 第15巻
- 光線銃ジャック (1963年8月4日号・週刊少年サンデー)
- 人間牧場 (1961年夏休み号・別冊少年サンデー)
- 未来をのぞく3人 (1958年新年増刊号・冒険王)
- だれかが狂ってる! (1960年8月夏休み号・別冊少年サンデー)
- 宇宙からのSOS (1962年新学年増刊号・少年ブック)
- 2から2を消せば2 (1962年夏休み号・別冊少年サンデー)
- バックネットの青い影 (1962年秋季号・別冊冒険王)
- バチス号浮上せず (1963年8月25日号・週刊少年サンデー)
- 偉大なるゼオ (1964年3月1日号・週刊少年サンデー)

### 第16巻
- 新撰組 (1963年1月号～10月号・少年ブック)

### 第17巻
- 新・聊斎志異
- 女郎蜘蛛 (1971年1月17日号『週刊少年キング』)
- お常 (1971年5月23日号『週刊少年キング』)
- ジャムボ (1974年1月号『中一時代』)
- 虎人郷 (1969年8月3日号『週刊少年キング』)

### 第18巻
- ビルの中の目（1963年3月3日号・週刊少年サンデー）
- 悪魔の音
- 秘密指令第3号
- 午前7時の地下室
- ジェット基地の幽霊
- 最後はきみだ!
- ドースン一家の記録
- 刹那
- 三つのスリル

### 第19巻
- 緑の猫 (「おもしろブック」　1956年12月号)
- くろい宇宙線 (「おもしろブック」　1956年9月号)
- 恐怖山脈 (「おもしろブック」　1957年1月号)
- 白骨船長 (「おもしろブック」　1957年6月号)

### 第20巻
- 宇宙空港 (「おもしろブック」1956年10～11月号)
- 狂った国境 (「おもしろブック」1957年3月号)
- 荒野の弾痕 (「おもしろブック」1957年7月号)

## 単行本
- 手塚治虫『手塚治虫THE BEST』集英社〈ジャンプ・コミックス〉
  1. 1998年11月9日発行、ISBN 978-4088726328
  2. 1998年12月8日発行、ISBN 978-4088726502
  3. 1999年1月13日発行、ISBN 978-4088726564
  4. 1999年2月9日発行、ISBN 978-4088726748
  5. 1999年3月9日発行、ISBN 978-4088726847
  6. 1999年10月9日発行、ISBN 978-4088727752
  7. 1999年11月9日発行、ISBN 978-4088727899
  8. 1999年12月7日発行、ISBN 978-4088727981
  9. 2000年1月12日発行、ISBN 978-4088728100
  10. 2000年2月7日発行、ISBN 978-4088728230
  11. 2000年10月9日発行、ISBN 978-4088730202
  12. 2000年11月7日発行、ISBN 978-4088730370
  13. 2000年12月9日発行、ISBN 978-4088730462
  14. 2001年1月11日発行、ISBN 978-4088730615
  15. 2001年2月7日発行、ISBN 978-4088730752
  16. 2001年10月9日発行、ISBN 978-4088731766
  17. 2001年11月7日発行、ISBN 978-4088731889
  18. 2001年12月04日発行、ISBN 978-4088731995
  19. 2002年1月10日発行、ISBN 978-4088732121
  20. 2002年2月9日発行、ISBN 978-4088732268